# Тунка (село)
Тунка́ (бур. Түнхэн) — село в Тункинском районе Бурятии. Административный центр сельского поселения «Тунка».

## География

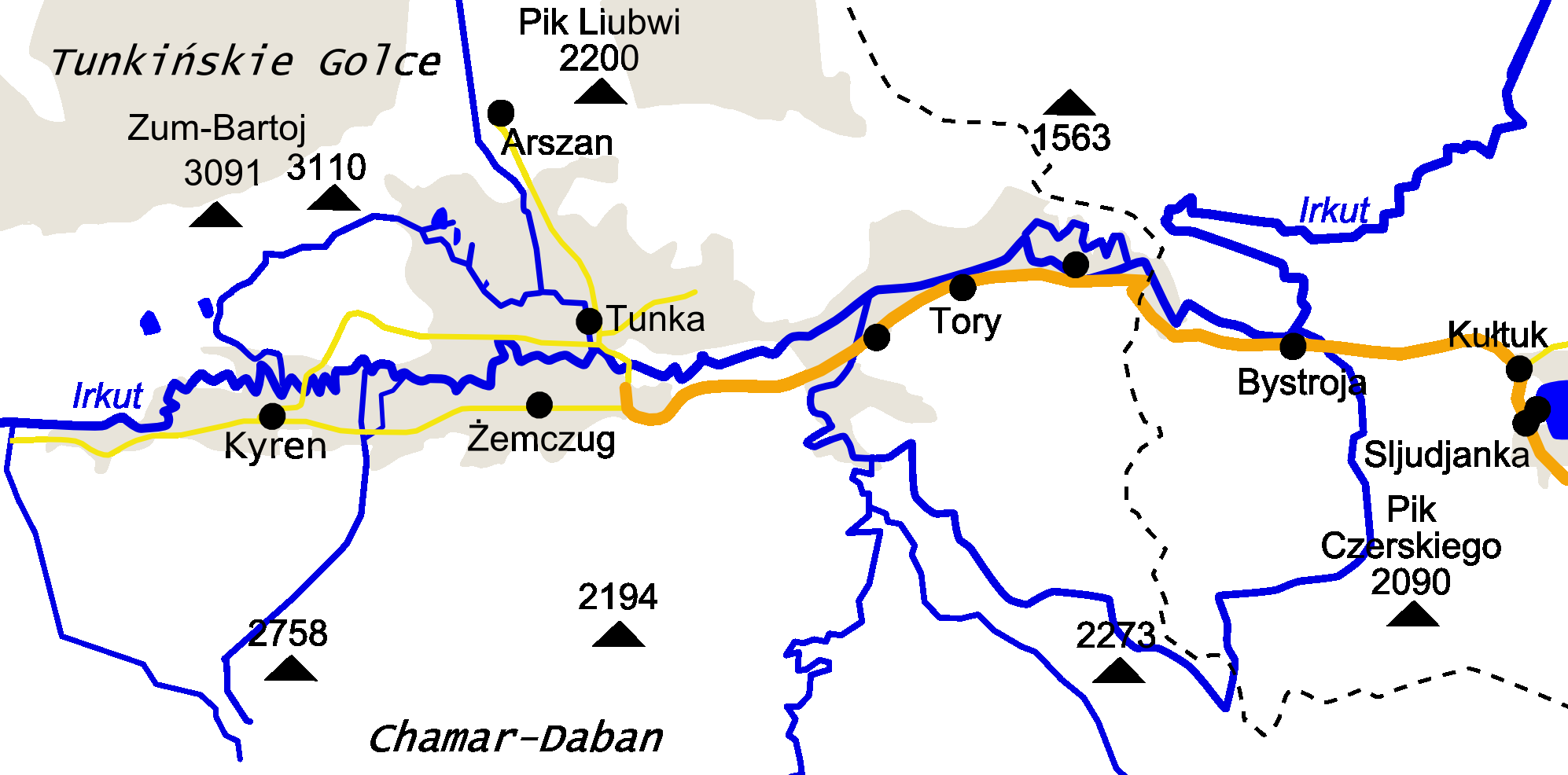
Тункинская долина

Расположено в центре Тункинской долины на левобережье Иркута, на берегах реки Тунки, в 1 км от места её впадения в Иркут. Районный центр Кырен находится в 39 км к западу от села, в 20 км севернее расположен курортный посёлок Аршан. В 7 км южнее, за рекой Иркут, проходит федеральная автомагистраль А333 «Тункинский тракт». На запад от села, вверх по реке Тунке, лежит обширная низменность Койморских озёр.

## История
Тункинский острог основан в 1676 году основан казаками под руководством иркутского сына боярского Ивана Перфильева. Был срублен на месте впадения реки Тунки в Иркут. Позднее, после наводнения, сильно повредившего острог, крепость была перенесена на высокий берег Иркута, недалеко от нынешнего моста у села Никольск. Первоначально служил опорным пунктом защиты Иркутска от набегов монгольских ханов. Со временем Тунка стала культурным и экономическим центром Тункинской долины.
При строительстве острога была создана часовня во имя Святителя Николая. Часовня прослужила около 50 лет. Для совершения обрядов в острог приезжал священник из ближайшей Введенской церкви, которая находилась в 170 верстах от острога. 3 ноября 1736 года было получено разрешение на строительство церкви взамен ветхой часовни. В конце 1737 года почти готовая церковь сгорела из-за неосторожного обращения с огнём строителей. 18 декабря 1737 года было выдано новое разрешение на строительство деревянной церкви. Строительство завершилось в 1747 году. 21 марта 1747 года был выдан указ об освящении новопостроенной Тункинской Николаевской церкви. Рядом с острогом была построена Тункинская крепость. В 1820 году в крепости была освящена новая каменная церковь во имя Покрова пресвятой Богородицы с приделом Николая Чудотворца. Старая церковь в остроге сохранялась.
В XIX веке это поселение Иркутской губернии служило местом ссылки политических преступников, так в село были сосланы декабристы Ю. К. Люблинский и В. И. Толстой. Кроме того село было местом ссылки католических священников, арестованных во время Польского восстания 1863 года; российские власти собрали в селе ксёндзов, отбывших наказание на каторге или же сосланных на поселение в Иркутскую и Енисейскую губернии. В период 1866—1875 гг. в сумме 156 католических священников и монахов отбывало ссылку в Тунке, одновременно (в декабре 1870 года) максимальное их число составляло 142 человека. После ряда царских амнистий в 1876—1877 гг. в селе оставалось 6-8 ссыльных ксёндзов.
Среди других заключённых, содержавшихся тут, наиболее известными были Бронислав Шварце и Юзеф Пилсудский.
1 ноября 1864 года при Покровской церкви открылось приходское училище. В 1864 году в нём обучались 14 мальчиков и 1 девочка. Обучением занимался дьякон Асинкрит Кокоулин.
2 мая 1867 года в 3 часа утра от удара молнии сгорела Покровская церковь с приделом Святителя Николая. Церковное имущество удалось спасти.
В начале 1870-х годов в Зактуе и Тунке около 1,5 лет жил русский историк-славист, этнограф и публицист П. А. Ровинский. Ровинский принимал участие в повседневной и обрядовой жизни местного населения.
В 1923 году открылась библиотека. В настоящее время «Тункинская межпоселенческая центральная библиотека».
Население достигало 3000 человек. В Тунке находился молочный завод, завод по производству кирпича, церковь, фермы по выращиванию лошадей, свиней, гусей, коров.

## Население
| 2002 | 2010  |
| ---- | ----- |
| 2102 | ↘1830 |

## Известные уроженцы, жители
Учителем в селе Тунка работал Абашеев, Евгений Николаевич, в 1926—1928 годах — народный комиссар внутренних дел Бурят-Монгольской АССР, народный комиссар юстиции Бурят-Монгольской АССР, прокурор Бурят-Монгольской АССР.

## Достопримечательности
- 27 мая 1991 года образован Тункинский национальный парк Министерства лесного хозяйства России. Это первый в России опыт совмещения национального парка с границами всего административного района. Территория парка занимает Тункинскую долину и прилегающие к ней горные массивы Восточного Саяна и хребта Хамар-Дабан. Является одним из крупнейших национальных парков России.
- Солнечная обсерватория в Бадарах.
- Радиоастрономическая обсерватория «Квазар» в Бадарах.

## Объекты культурного наследия
- Храм Покрова Пресвятой Богородицы — памятник градостроительства и архитектуры. Церковь основана в 1812 году. Вновь её освятил епископ Читинский и Забайкальский Евстафий 15 июля 2002 года.
 Объект культурного наследия народов РФ регионального значения. Рег. № 031410049860005 (ЕГРОКН)

## Палеоантропология
Недалеко от села Тунка на стоянке Туяна найдены останки костей первобытных людей. Возраст одной группы костей составляет 27—30 тыс. л. н., возраст второй группы костей — ок. 50 тыс. лет назад. Образцы костей отправлены в Институт эволюционной антропологии Общества Макса Планка в Германию для проведения палеогенетических исследований.